# エステルハージ・モーリツ
ガランタ及びフラクノー伯爵エステルハージ・モーリツ（ハンガリー語: Galántai és fraknói gróf Esterházy Móric, ドイツ語: Moritz Esterházy, 1881年4月27日 - 1960年6月28日）は、ハンガリーの貴族、政治家。

## 生涯
ハンガリーの名門貴族、エステルハージ家の一族として生まれ、1905年にはオーストリア＝ハンガリー帝国におけるハンガリー王国の上院議員となっている。第一次世界大戦には義勇兵として従軍している。1917年にはティサ・イシュトヴァーンが解任された後の首相を一時的に務めた（エステルハージ内閣）。直後の第三次シャーンドル内閣では5ヶ月間無任所大臣を務めている。その後1931年にキリスト教経済社会主義党から立候補し、1939年からは国家キリスト教党に移っている。パンツァーファウスト作戦で矢十字党政府が成立すると、ドイツ軍に逮捕され、マウトハウゼン強制収容所に収監された。戦後はハンガリーに戻ったが、1956年にはオーストリアに移住している。1960年、ウィーンにて亡くなった。